# Javier Forés
Javier Forés Querol, detto Xavi (Llombai, 16 settembre 1985), è un pilota motociclistico spagnolo campione Spagnolo Stock Extreme 2013, campione tedesco Superbike nel 2014, vincitore del trofeo Indipendenti nel mondiale Superbike 2018 e campione MotoAmerca Supersport nel 2023.

## Carriera

### Gli inizi
Debutta nella classe 125 del motomondiale nel 2001, correndo il Gran Premio della Comunità Valenciana a bordo di un'Aprilia RS 125 R del team CC Valencia Aspar. Nel 2004 corre come wildcard nel mondiale Supersport, inizia a parteciparvi in pianta stabile dal 2005 in sella ad una Suzuki GSX 600R del team Alstare Suzuki Corona Extra. Corre nel mondiale Supersport anche nei due anni successivi in sella a una Yamaha YZF R6 del team SLM Racing nel 2006 e ad una Honda CBR600RR del team HP Racing nel 2007.

### Supertock e Moto2
Nel 2009 è pilota titolare nella Superstock 1000 FIM Cup, alla guida di una Kawasaki ZX-10R gestita dal Team Pedercini. Porta a termine tutte le gare in calendario, ottenendo inoltre quattro piazzamenti a podio. Chiude la stagione al quarto posto in classifica piloti con 132 punti ottenuti. Nella stessa stagione prende parte al campionato Europeo Supersport svoltosi in gara unica ad Albacete chiudendo al secondo posto. Sempre nel 2009 prende parte, in qualità di pilota wild card, a due Gran Premi  del CIV Stock 1000; con una Kawasaki, ottiene un ritiro ed un quarto posto classificandosi diciannovesimo. Nel 2010 corre nella classe Moto2 del motomondiale i Gran Premi di Malesia e Australia sulla Bimota HB4 del team Mequinza-SAG, e il Gran Premio della Comunità Valenciana come wildcard a bordo di una AJR. Nella stessa stagione si classifica quarto nell'europeo Stock 1000 svoltosi in gara unica ad Albacete.

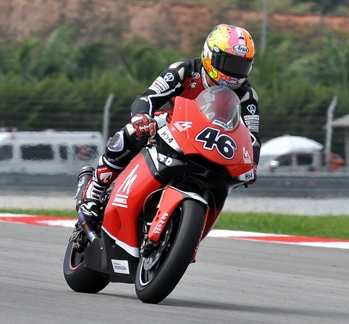
Forés sulla Bimota HB4 nel 2010: prima stagione della Moto2.

Nel 2011 corre inizialmente nella classe Moto2 del motomondiale sulla Suter MMXI del team Mapfre Aspar, per poi disputare la parte finale di stagione del mondiale Superbike con la BMW S1000 RR del team BMW Motorrad Italia. Nel 2013 il pilota spagnolo vince con la Ducati 1199 Panigale R il titolo Europeo Superstock 1000 disputatosi in prova unica ad Albacete (categoria in cui si era già classificato terzo la stagione precedente) e si laurea campione nazionale spagnolo della classe Stock Extreme, prende parte inoltre al GP di Jerez nel mondiale Superbike e ad alcune gare nel CIV Superbike.
Vince il campionato IDM Superbike tedesco nel 2014 con il team 3C Racing, partecipando anche al GP di Magny-Cours nel mondiale Superbike, dove però non prende punti, essendosi ritirato in entrambe le gare.

### Mondiale Superbike
Nel 2015 è chiamato a sostituire l'infortunato Davide Giugliano dal team Aruba.it Racing-Ducati SBK, ottiene quale miglior risultato il quinto posto in gara2 al GP d'Aragona. Partecipa a tre Gran Premi in totale: Aragona, Assen e Qatar, totalizzando 47 punti che gli permettono di chiudere 19º in classifica mondiale.
Nel 2016 diventa pilota titolare nel mondiale Superbike, il team Barni Racing gli affida infatti la propria Ducati Panigale R. Sempre nel 2016 viene chiamato a sostituire l'infortunato Loris Baz  nel Gran Premio di San Marino della MotoGP in sella alla Ducati Desmosedici del team Avintia Racing, chiudendo la gara con un ritiro. Nel mondiale Superbike ottiene un podio ed un giro veloce in gara 2 nel Gran Premio di Germania al Lausitzring, chiude la stagione al nono posto con 151 punti ottenuti.
Nel 2017 è confermato dal team Barni come pilota titolare nel campionato mondiale Superbike. Chiude la stagione al settimo posto in classifica piloti con centonovantasei punti ottenuti. Nel 2018 inizia la terza stagione consecutiva nel mondiale Superbike, sempre con lo stesso team e la stessa motocicletta. In quest'annata partecipa inoltre al trofeo indipendenti, al quale partecipano i piloti dei team privati. In occasione del Gran Premio d'Argentina, grazie al secondo posto ottenuto in gara2, diviene matematicamente campione del Trofeo Indipendenti. Chiude la stagione al settimo posto in classifica mondiale.
Dopo aver disputato la stagione 2019 nel campionato britannico Superbike (chiudendo al nono posto conquistando quattro piazzamenti a podio ed una pole position con una Honda ufficiale), torna nel mondiale Superbike nel 2020: è pilota titolare con Kawasaki Puccetti Racing e partecipa al Trofeo Indipendenti. Durante la sospensione del campionato partecipa alla prova di Misano del campionato Italiano Velocità, classe Superbike. Conclude entrambe le gare tra i primi quindici senza però, in virtù del regolamento, ottenere punti validi per la classifica. Termina la stagione al tredicesimo posto in classifica mondiale e quarto tra gli indipendenti. In particolare l'ottavo posto conquistato nella gara finale all'Estoril consente a Kawasaki di conquistare il titolo costruttori.

### Endurance, MotoE e MotoAmerica
Nel 2021 è pilota BMW alternandosi tra il campionato britannico Superbike ed il mondiale Endurance. Nel 2022 è pilota titolare del team Pramac Racing nella coppa del mondo di MotoE, il compagno di squadra è Kevin Manfredi. Disputa una stagione regolare andando a punti in tutte le gare tranne una e chiude al quattordicesimo posto in classifica. Sempre nel 2022 disputa quattro Gran Premi nel mondiale Superbike, come pilota sostitutivo per il Team Go Eleven e per Barni Racing. Con i trentatre punti conquistati si classifica diciannovesimo nel mondiale e nono nel Trofeo Indipendenti.
Nel 2023 gareggia nella categoria Supersport del campionato americano con una Panigale V2 del team Warhorse HSBK Racing Ducati NYC. In occasione della gara presso il Circuito delle Americhe conquista il titoloː secondo consecutivo per Ducati. Nel 2024 disputa qualche gara come pilota sostitutivo nelle Superbike d'oltreoceano; prende parte anche all'ultima gara a Brands Hatch del campionato britannico senza ottenere punti.
Nel 2025 svolge il ruolo di collaudatore per Bimota, concentrandosi sullo sviluppo della KB998.

## Risultati in gara

### Motomondiale

#### Classe 125
| 2001 | Classe | Moto    |  |  |  |  |  |  |  |  |  |  |  |     |  |  |  |  | Punti | Pos. |
| ---- | ------ | ------- |  |  |  |  |  |  |  |  |  |  |  | --- |  |  |  |  | ----- | ---- |
| 2001 | 125    | Aprilia |  |  |  |  |  |  |  |  |  |  |  | Rit |  |  |  |  | 0     |      |

| Legenda | 1º posto        | 2º posto            | 3º posto            | A punti      | Senza punti        | Grassetto – Pole position Corsivo – Giro più veloce |
| Legenda | Gara non valida | Non qual./Non part. | Ritirato/Non class. | Squalificato | '-' Dato non disp. | Grassetto – Pole position Corsivo – Giro più veloce |

#### Moto2
| 2010 | Classe | Moto         |  |  |  |  |  |  |  |  |    |  |  |  |  |  |     |    |  |    | Punti | Pos. |
| ---- | ------ | ------------ |  |  |  |  |  |  |  |  | -- |  |  |  |  |  | --- | -- |  | -- | ----- | ---- |
| 2010 | Moto2  | Bimota e AJR |  |  |  |  |  |  |  |  | NE |  |  |  |  |  | Rit | 25 |  | 16 | 0     |      |

| 2011 | Classe | Moto  |    |    |    |    |     |    |    |  |  |    |  |  |  |  |  |  |  |  | Punti | Pos. |
| ---- | ------ | ----- | -- | -- | -- | -- | --- | -- | -- |  |  | -- |  |  |  |  |  |  |  |  | ----- | ---- |
| 2011 | Moto2  | Suter | 26 | 18 | 19 | 29 | Rit | 19 | 23 |  |  | NE |  |  |  |  |  |  |  |  | 0     |      |

| Legenda | 1º posto        | 2º posto            | 3º posto            | A punti      | Senza punti        | Grassetto – Pole position Corsivo – Giro più veloce |
| Legenda | Gara non valida | Non qual./Non part. | Ritirato/Non class. | Squalificato | '-' Dato non disp. | Grassetto – Pole position Corsivo – Giro più veloce |

#### MotoGP
| 2016 | Classe | Moto   |  |  |  |  |  |  |  |  |  |  |  |  |     |  |  |  |  |  | Punti | Pos. |
| ---- | ------ | ------ |  |  |  |  |  |  |  |  |  |  |  |  | --- |  |  |  |  |  | ----- | ---- |
| 2016 | MotoGP | Ducati |  |  |  |  |  |  |  |  |  |  |  |  | Rit |  |  |  |  |  | 0     |      |

| Legenda | 1º posto        | 2º posto            | 3º posto            | A punti      | Senza punti        | Grassetto – Pole position Corsivo – Giro più veloce |
| Legenda | Gara non valida | Non qual./Non part. | Ritirato/Non class. | Squalificato | '-' Dato non disp. | Grassetto – Pole position Corsivo – Giro più veloce |

#### MotoE
| 2022 | Classe | Moto     |    |    |    |    |    |    |    |    |   |    |    |    |  |  |  |  |  |  | Punti | Pos. |
| ---- | ------ | -------- | -- | -- | -- | -- | -- | -- | -- | -- | - | -- | -- | -- |  |  |  |  |  |  | ----- | ---- |
| 2022 | MotoE  | Energica | 14 | 11 | 12 | 13 | 12 | 12 | 12 | 15 | 9 | NP | 15 | 15 |  |  |  |  |  |  | 35,5  | 14º  |

| Legenda | 1º posto        | 2º posto            | 3º posto            | A punti      | Senza punti        | Grassetto – Pole position Corsivo – Giro più veloce |
| Legenda | Gara non valida | Non qual./Non part. | Ritirato/Non class. | Squalificato | '-' Dato non disp. | Grassetto – Pole position Corsivo – Giro più veloce |

### Campionato mondiale Supersport
| 2004 | Moto   |     |  |  |  |  |  |  |  |  |  |  |  |  | Punti | Pos. |
| ---- | ------ | --- |  |  |  |  |  |  |  |  |  |  |  |  | ----- | ---- |
| 2004 | Suzuki | Rit |  |  |  |  |  |  |  |  |  |  |  |  | 0     |      |

| 2005 | Moto   |   |    |    |    |    |   |   |    |    |    |     |   |  | Punti | Pos. |
| ---- | ------ | - | -- | -- | -- | -- | - | - | -- | -- | -- | --- | - |  | ----- | ---- |
| 2005 | Suzuki | 8 | 11 | 11 | 11 | 12 | 7 | 5 | 11 | 10 | 14 | Rit | 5 |  | 71    | 9º   |

| 2006 | Moto   |   |    |   |   |   |    |    |     |  |  |  |  |  | Punti | Pos. |
| ---- | ------ | - | -- | - | - | - | -- | -- | --- |  |  |  |  |  | ----- | ---- |
| 2006 | Yamaha | 4 | 15 | 7 | 9 | 7 | 10 | 12 | Rit |  |  |  |  |  | 49    | 10º  |

| 2007 | Moto  |    |     |    |    |    |     |   |   |    |    |     |     |     | Punti | Pos. |
| ---- | ----- | -- | --- | -- | -- | -- | --- | - | - | -- | -- | --- | --- | --- | ----- | ---- |
| 2007 | Honda | 11 | Rit | 17 | 17 | 19 | Rit | 7 | 7 | 18 | 16 | Rit | Rit | Rit | 23    | 26º  |

| Legenda | 1º posto        | 2º posto            | 3º posto           | A punti      | Senza punti        | Grassetto – Pole position Corsivo – Giro più veloce |
| Legenda | Gara non valida | Non qual./Non part. | Ritirato/Non class | Squalificato | '-' Dato non disp. | Grassetto – Pole position Corsivo – Giro più veloce |

### Campionato mondiale Superbike
| 2011 | Moto |  |  |  |  |  |  |  |  |  |  |  |  |  |  |  |  |  |  |  |  |     |    |    |    |     |    |  |  | Punti | Pos. |
| ---- | ---- |  |  |  |  |  |  |  |  |  |  |  |  |  |  |  |  |  |  |  |  | --- | -- | -- | -- | --- | -- |  |  | ----- | ---- |
| 2011 | BMW  |  |  |  |  |  |  |  |  |  |  |  |  |  |  |  |  |  |  |  |  | Rit | 14 | 11 | 11 | Rit | 19 |  |  | 12    | 23º  |

| 2013 | Moto   |  |  |  |  |  |  |  |  |  |  |  |  |  |  |  |  |  |  |  |  |  |  |  |  |  |  |   |     | Punti | Pos. |
| ---- | ------ |  |  |  |  |  |  |  |  |  |  |  |  |  |  |  |  |  |  |  |  |  |  |  |  |  |  | - | --- | ----- | ---- |
| 2013 | Ducati |  |  |  |  |  |  |  |  |  |  |  |  |  |  |  |  |  |  |  |  |  |  |  |  |  |  | 9 | Rit | 7     | 30º  |

| 2014 | Moto   |  |  |  |  |  |  |  |  |  |  |  |  |  |  |  |  |  |  |  |  |     |     |  |  |  |  |  |  | Punti | Pos. |
| ---- | ------ |  |  |  |  |  |  |  |  |  |  |  |  |  |  |  |  |  |  |  |  | --- | --- |  |  |  |  |  |  | ----- | ---- |
| 2014 | Ducati |  |  |  |  |  |  |  |  |  |  |  |  |  |  |  |  |  |  |  |  | Rit | Rit |  |  |  |  |  |  | 0     |      |

| 2015 | Moto   |  |  |  |  |   |   |   |   |  |  |  |  |  |  |  |  |  |  |  |  |  |  |  |  |   |    |  |  | Punti | Pos. |
| ---- | ------ |  |  |  |  | - | - | - | - |  |  |  |  |  |  |  |  |  |  |  |  |  |  |  |  | - | -- |  |  | ----- | ---- |
| 2015 | Ducati |  |  |  |  | 6 | 5 | 7 | 8 |  |  |  |  |  |  |  |  |  |  |  |  |  |  |  |  | 7 | NP |  |  | 47    | 19º  |

| 2016 | Moto   |     |    |    |     |   |   |    |    |    |    |    |    |    |    |     |   |   |   |    |   |   |    |     |     |   |   |  |  | Punti | Pos. |
| ---- | ------ | --- | -- | -- | --- | - | - | -- | -- | -- | -- | -- | -- | -- | -- | --- | - | - | - | -- | - | - | -- | --- | --- | - | - |  |  | ----- | ---- |
| 2016 | Ducati | Rit | NP | 14 | Rit | 4 | 4 | 13 | 10 | 10 | 10 | 14 | 11 | 12 | 14 | Rit | 4 | 7 | 4 | 10 | 3 | 8 | 10 | Rit | Rit | 6 | 8 |  |  | 151   | 9º   |

| 2017 | Moto   |   |   |    |   |     |   |   |    |   |   |    |   |   |     |   |   |   |    |   |    |     |   |   |   |     |   |  |  | Punti | Pos. |
| ---- | ------ | - | - | -- | - | --- | - | - | -- | - | - | -- | - | - | --- | - | - | - | -- | - | -- | --- | - | - | - | --- | - |  |  | ----- | ---- |
| 2017 | Ducati | 6 | 5 | 11 | 8 | Rit | 6 | 4 | 13 | 5 | 4 | 10 | 7 | 5 | Rit | 5 | 5 | 8 | 10 | 9 | 13 | Rit | 4 | 9 | 7 | Rit | 5 |  |  | 196   | 7º   |

| 2018 | Moto   |   |   |   |   |   |     |   |   |   |   |     |     |    |   |   |   |   |     |     |    |   |   |   |   |    |    |  |  | Punti | Pos. |
| ---- | ------ | - | - | - | - | - | --- | - | - | - | - | --- | --- | -- | - | - | - | - | --- | --- | -- | - | - | - | - | -- | -- |  |  | ----- | ---- |
| 2018 | Ducati | 4 | 3 | 2 | 5 | 3 | Rit | 5 | 4 | 5 | 4 | Rit | Rit | 14 | 8 | 6 | 6 | 6 | Rit | Rit | 10 | 3 | 8 | 4 | 2 | 13 | AN |  |  | 230   | 7º   |

| 2020 | Moto     |     |    |    |    |    |    |    |    |     |   |    |    |    |    |    |    |    |    |   |    |     |   |    |   |  |  |  |  |  |  |  |  |  |  |  |  |  |  |  |  |  |  | Punti | Pos. |
| ---- | -------- | --- | -- | -- | -- | -- | -- | -- | -- | --- | - | -- | -- | -- | -- | -- | -- | -- | -- | - | -- | --- | - | -- | - |  |  |  |  |  |  |  |  |  |  |  |  |  |  |  |  |  |  | ----- | ---- |
| 2020 | Kawasaki | Rit | 12 | 11 | 13 | 12 | 13 | 13 | 13 | Rit | 8 | 12 | 11 | 13 | 16 | 13 | 13 | 12 | 15 | 8 | 12 | Rit | 8 | 10 | 8 |  |  |  |  |  |  |  |  |  |  |  |  |  |  |  |  |  |  | 61    | 13º  |

| 2022 | Moto   |  |  |  |  |  |  |    |   |    |  |  |  |  |  |  |  |  |  |  |  |  |  |  |  |  |  |  |    |    |    |    |    |    |    |   |     |  |  |  |  |  |  | Punti | Pos. |
| ---- | ------ |  |  |  |  |  |  | -- | - | -- |  |  |  |  |  |  |  |  |  |  |  |  |  |  |  |  |  |  | -- | -- | -- | -- | -- | -- | -- | - | --- |  |  |  |  |  |  | ----- | ---- |
| 2022 | Ducati |  |  |  |  |  |  | 11 | 9 | 10 |  |  |  |  |  |  |  |  |  |  |  |  |  |  |  |  |  |  | 12 | 12 | 13 | 11 | 11 | 11 | 13 | 9 | Rit |  |  |  |  |  |  | 33    | 19º  |

| Legenda | 1º posto        | 2º posto            | 3º posto           | A punti      | Senza punti        | Grassetto – Pole position Corsivo – Giro più veloce |
| Legenda | Gara non valida | Non qual./Non part. | Ritirato/Non class | Squalificato | '-' Dato non disp. | Grassetto – Pole position Corsivo – Giro più veloce |